# 克劳福德 (科罗拉多州)
克劳福德（英語：Crawford），是美国科罗拉多州德尔塔县下属的一座城市。建市于1910年12月19日，面积大约为0.243平方英里（0.63平方公里）。根据2010年美国人口普查，该市有人口431人。2011年估计该市有人口424人，相比2010年人口增长率为-1.62%。同时，论人口该市是科罗拉多州第204大城市。